# Wiehe
Wiehe là một thị xã in the Kyffhäuser district, ở bang Thüringen, Đức. Đô thị này có diện tích 14,35 km², dân số thời điểm ngày 31 tháng 12 năm 2006 là 2156 người. Đô thị này tọa lạc 24 km south of Sangerhausen, và 32 km về phía bắc của Weimar.